# Навра (Вармінсько-Мазурське воєводство)
Навра (пол. Nawra, нім. Nefer) — село в Польщі, у гміні Нове-Място-Любавське Новомейського повіту Вармінсько-Мазурського воєводства.
Населення — 412 осіб (2011).
У 1975-1998 роках село належало до Торунського воєводства.

## Демографія
Демографічна структура станом на 31 березня 2011 року:
|          | Загалом | Допрацездатний вік | Працездатний вік | Постпрацездатний вік |
| -------- | ------- | ------------------ | ---------------- | -------------------- |
| Чоловіки | 218     | 55                 | 150              | 13                   |
| Жінки    | 194     | 44                 | 122              | 28                   |
| Разом    | 412     | 99                 | 272              | 41                   |